# Supercoppa Sammarinese 2017
La Supercoppa Sammarinese 2017 è stata la 32ª edizione di tale competizione, ma la 6ª disputata con questa denominazione. Vi hanno preso parte la vincitrice del Campionato Sammarinese 2016-2017, La Fiorita, e quella della Coppa Titano 2016-2017, Tre Penne.
Ad aggiudicarsi il trofeo è stato per la quarta volta nella sua storia, la seconda consecutiva, il Tre Penne.

## Tabellino
| Fiorentino 20 settembre 2017, ore CEST Finale                                   | La Fiorita | 0 – 4 referto                                 | Tre Penne | Campo sportivo di Fiorentino |
| \| \| \| \| \| \| Marcatori \| 14’ Patregnani 56’, 67’ Paganelli 81’ Martini \| |            |                                               |           |                              |
|                                                                                 |            |                                               |           |                              |
|                                                                                 | Marcatori  | 14’ Patregnani 56’, 67’ Paganelli 81’ Martini |           |                              |